# Джим Микол
Джим Микол (англ. Jim Mikol, 11 червня 1938, Кіченер — 15 березня 2014, Ті-Віллаж) — канадський хокеїст, що грав на позиції захисника, крайнього нападника.

## Ігрова кар'єра
Професійну хокейну кар'єру розпочав 1956 року.
Протягом професійної клубної ігрової кар'єри, що тривала 15 років, захищав кольори команд «Торонто Мейпл-Ліфс» та «Нью-Йорк Рейнджерс».

## Тренерська робота
П'ять сезонів відпрацював головним тренером в командах нижчих ліг Північної Америки.

## Статистика НХЛ
| Сезон        | Клуб                 | Ліга         | Регулярний сезон | Регулярний сезон | Регулярний сезон | Регулярний сезон | Регулярний сезон | Плей-оф | Плей-оф | Плей-оф | Плей-оф | Плей-оф |
| Сезон        | Клуб                 | Ліга         | І                | Г                | П                | О                | ШХ               | І       | Г       | П       | О       | ШХ      |
| ------------ | -------------------- | ------------ | ---------------- | ---------------- | ---------------- | ---------------- | ---------------- | ------- | ------- | ------- | ------- | ------- |
| 1962–63      | «Торонто Мейпл-Ліфс» | НХЛ          | 4                | 0                | 1                | 1                | 2                | —       | —       | —       | —       | —       |
| 1964–65      | «Нью-Йорк Рейнджерс» | НХЛ          | 30               | 1                | 3                | 4                | 6                | —       | —       | —       | —       | —       |
| Усього в НХЛ | Усього в НХЛ         | Усього в НХЛ | 34               | 1                | 4                | 5                | 8                | —       | —       | —       | —       | —       |